# Chien en verre de Wallertheim

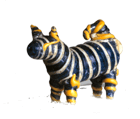
Le chien en verre polychrome de Wallertheim

Le chien en verre de Wallertheim est une figurine en verre polychrome découverte sur le site archéologique de Wallertheim en Allemagne, dans une tombe celtique datant de la période protohistorique de La Tène.

## Le site archéologique de Wallertheim

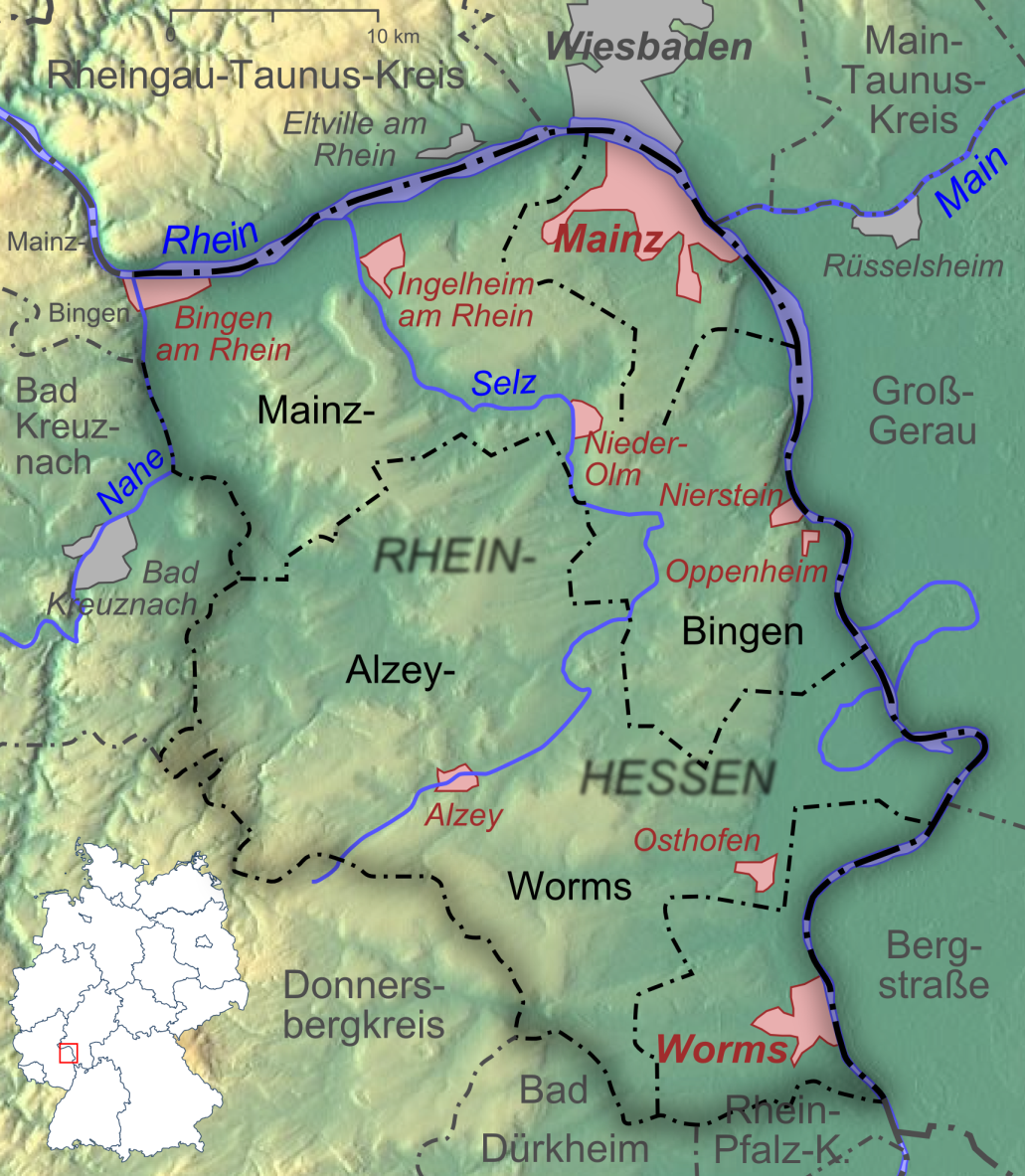
La Hesse rhénane traversée par le Wiesbach

Wallertheim est une localité dépendant de la municipalité de Wörrstadt, située dans l'arrondissement d'Alzey-Worms en Hesse rhénane, au sud-est du Land de Rhénanie-Palatinat, et connue pour ses découvertes archéologiques remontant à l'âge de la pierre et à la civilisation celtique. Le site archéologique se trouve sur l'emplacement d'une ancienne briqueterie au sud-ouest de la gare du village, dans les collines traversées par la Wiesbach à vingt-cinq kimomètres de Mayence.
C'est l'un des sites les plus connus pour le Paléolithique moyen en Allemagne. Sa renommée date des années 1920 lorsqu'Otto Schmidtgen, l'ancien directeur du Musée d'histoire naturelle de Mayence, entreprit des fouilles dans les sédiments du Pléistocène laissés par le Wiesbach. En 1927 et 1928, une importante quantité de matériel archéologique est exhumée d'une excavation d'environ 430 m2 par l'équipe Schmidtgen :  des centaines d'artefacts lithiques conservés au Museum für die Archäologie des Eiszeitalters du Château Monrepos de Neuwied et au musée d'histoire naturelle de Mayence, et  plus de 12 500 vestiges fauniques attribués aux activités des chasseurs néandertaliens et comprenant de nombreux restes de bisons. 
D'autres campagnes de fouilles se sont poursuivies en 1938, 1970, 1978 et 1979 puis dans les années 1990, à l'initiative de l'Université du Connecticut en collaboration avec le Römisch-Germanisches Zentralmuseum de Mayence et le bureau du Landesamt für Bodendenkmalpflege (de), réalisées par une équipe dirigée par Nicholas J. Conard. Les restes de grands bovidés et de chevaux sont les restes fauniques les plus répandus suivis par quantité de daims, sangliers, cerfs rouges et castors, révélateurs d'un environnement interglaciaire. Les artéfacts découverts ont permis de démontrer qu'un tri était fait parmi les objets dont la plupart sont des racloirs de quartzite mais aussi des objets d'andésite, de rhyolite et d'agate. 
Deux spécimens importants d'equidae préhistoriques (membres de la famille des chevaux) ont par ailleurs été trouvés à Wallertheim. L'un des deux est l'ancêtre immédiat de l'âne européen moderne qui s'est éteint il y a environ 10 000 ans. Le deuxième équidé préhistorique découvert sur le site est l'ancêtre direct du cheval moderne, lui aussi disparu il y a près de 10 000 ans.

## Le chien en verre polychrome
En 1951 ont été trouvées sur le site plusieurs tombes de l'époque de La Tène et notamment deux tombes contigües numérotées 31 et 32. C'est dans l'une d'elles qu'a été découverte, entre autres, la figurine du chien en verre polychrome qui était placée dans une sépulture à incinération. Cette découverte est datée du IIe siècle av. J.-C.. 
De toutes les découvertes faites sur le site, la plus connue est « le petit chien de Wallertheim ». Il s'agit d'une figurine trouvée parmi le mobilier funéraire d'une tombe d'enfant. Elle est d'une dimension minuscule (2,1 cm de long pour 1,6 cm de haut) et constituée d'un verre polychrome de couleur bleue, strié de filaments blancs pour le corps. Celui-ci est trapu, cylindrique, creux et ouvert sur l'arrière. Les pattes courtes et écartées, la queue en l'air et en tire-bouchon, recourbée vers l'avant, les petites oreilles pointues placées sur une tête allongée un peu disproportionnée sont comme enrubannées de jaune. 
Les représentations de chiens sont relativement rares pour cette époque. Il existe des figurines d'argile, de bronze, de fer ou de jais mais jamais de verre. Le chien de Wallertheim est unique au monde. 
La figurine du chien en verre polychrome de Wallertheim est exposée au Musée du Land de Mayence. Surnommé Kelti, le petit chien y est devenu le symbole repère des ateliers pédagogiques du musée.